# Ferrovie Autolinee Regionali Ticinesi

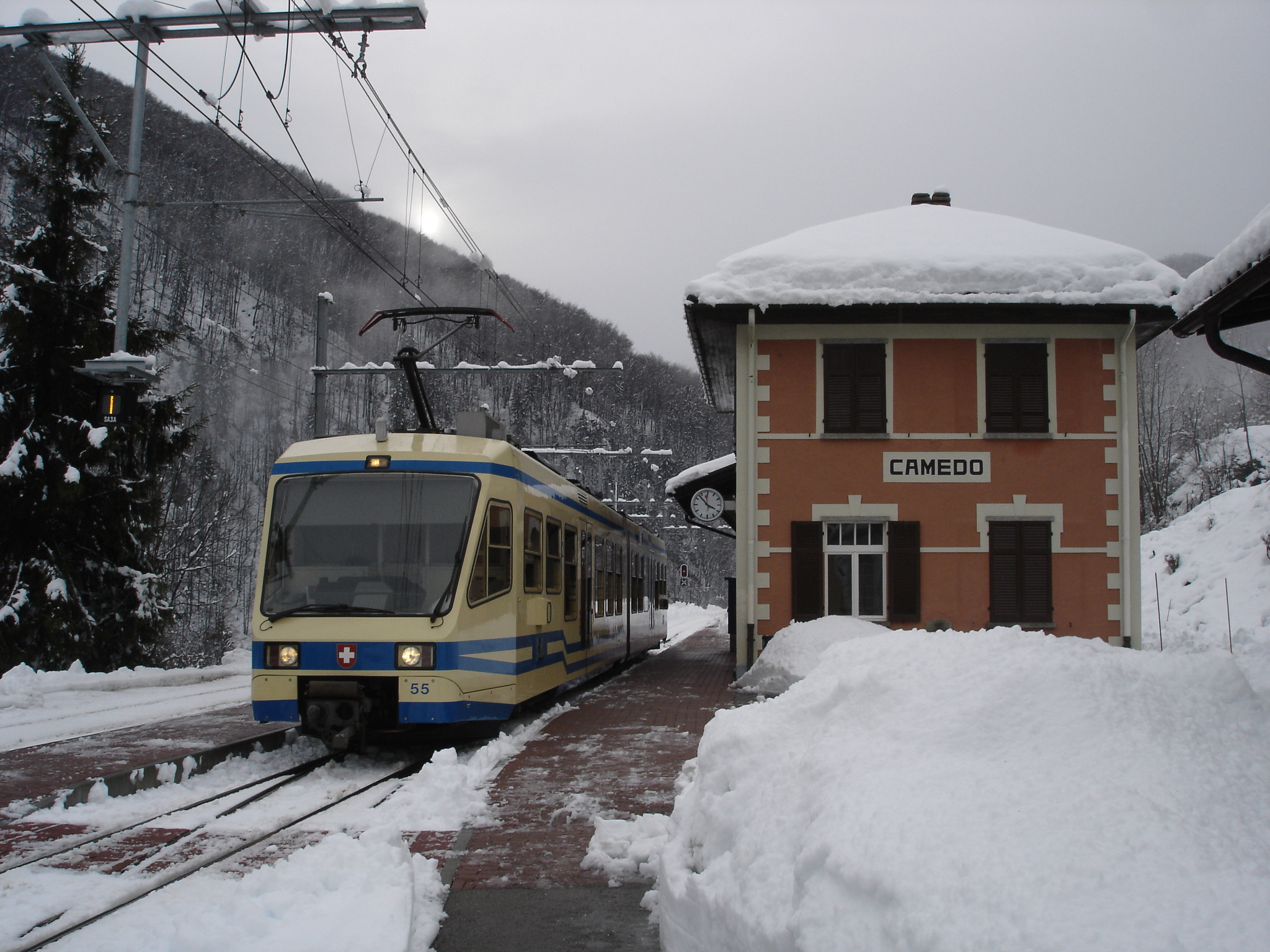
Une ABe 4/6.

La Ferrovie Autolinee Regionali Ticinesi (FART) est une société de transports basée à Locarno au Tessin.

## Historique
En 1907, il y a l'ouverture de la liaison Locarno Sant'Antonio à Bignasco via Ponte Brolla et le val Maggia, 30 km, électrifiée 800 V 26 Hz puis en 1925, à 1200 V.
La ligne des  Centovalli fut ouverte en 27 novembre 1923, avec la construction de la partie suisse par les ferrovie regionali ticinesi (FRT) pour la nouvelle ligne entre Ponte Brolla et Camedo (13.1 km, en 1350 V) à la frontière Italo-Suisse et pour la partie italienne, les SSIF qui ont inauguré la partie italienne du trajet entre Domodossola et Camedo. La ligne sera dès le début exploité en commun par les deux sociétés.
Le 17 décembre 1990, pour éviter 28 passages à niveau sur le tracé primitif faisant une boucle au sud et longeant le lac, une nouvelle gare souterraine des FART et le tunnel entre Locarno CFF et Locarno Sant'Antonio ont été inaugurés. Cette dernière liaison (1.8 km, en 1 350 V) fut construite en 1927.
Remarquons que la section de ligne Ponte Brolla à Bignasco a été fermée au trafic le 29 novembre 1965.

## Activités
Elle englobe les transports publics de l'agglomération de Locarno, les téléphériques Intragna-Costa et Verdásio-Rasa ainsi que la ligne de chemin de fer Domodossola-Locarno.

## Description de la ligne de chemin de fer
La ligne de chemin de fer Domodossola-Locarno est une ligne de chemin de fer à voie étroite reliant Locarno à Domodossola en Italie. Elle mesure 52 kilomètres et permet la liaison entre le canton du Tessin et ceux du Valais et de Berne par les tunnels du Simplon et du Lötschberg. Cette ligne, bien que passant en Italie, fait partie du réseau suisse de transports ferroviaire, elle est électrifiée en 1.3 kV continu. La FART l'exploite conjointement avec la compagnie italienne Società Subalpina di Imprese Ferroviarie-SSIF.

## Matériel roulant
En 1923, pour préparer l'ouverture de la ligne de chemin de fer Domodossola-Locarno, les deux sociétés concessionnaires SSIF et FRT (renommée FART en 1961) ont commandé 8 automotrices BCFe 4/4 au constructeur italien Carminati & Toselli équipées de 4 moteurs électriques Tecnomasio. A l'origine, les unités N° 11 à 16 appartenaient à SSIF et les N° 17 et 18, à FRT. Dans les années soixante, ces dernières ont été vendues à la société italienne.

### Parc roulant actuel
- Compagnie FART : 
  - Automotrices ABe 4/8, 45-48, le 28 juillet 2002, un incendie s'est déclaré dans la cabine arrière, pas de blessé[3]
  - Automotrices ABe 4/6, 52-54
  - Automotrices ADe 6/6, 31
  - Automotrices ABDe 6/6, 32
  - véhicule historique ABFe 4/4, N: 17

- Compagnie SSIF : 
  - Automotrices Abe 8/8, N: 21 à 24
  - Automotrices ABe 6/6, 33-35
  - Automotrices ABe 4/6, 61-64
  - Rames panoramiques quadruples ABe 12-16 avec motrices 81-86.

La société Stadler Rail annonce la commande pour un montant avoisinant les 94 millions de francs pour la livraison de huit nouvelles rames  électriques. Elles seront mises en service d'ici 2023 et comprendra quatre trains à quatre éléments pour le service international et quatre trains à trois éléments pour le service régional. Elles sont appelées à remplacer progressivement le matériel roulant actuel.

### Futur
L'entreprise a commandé début janvier 2021 huit automotrices électriques à voie métrique capables de rouler sous un courant continu de 1 350 V. Ce contrat se divise en quatre rames à quatre éléments pour le trafic international reliant Locarno à Domodossola ainsi que quatre autres rames à trois éléments pour le trafic régional côté Suisse,,.